# Ernst von Mansfeld
Peter Ernst II von Mansfeld, oftast benämnd Ernst von Mansfeld, född 1580 i Luxemburg, död 29 november 1626 i Rakovica i närheten av Sarajevo, var en tysk greve, general och legotruppsanförare under trettioåriga kriget.

## Biografi
Ernst von Mansfeld föddes som utomäktenskaplig son till den spanske ståthållaren i Luxemburg, Peter Ernst I von Mansfeld-Vorderort. Som femtonåring skickades han för att tjänstgöra hos sin äldre, inomäktenskaplige halvbror Karl von Mansfeld som var kejserlig befälhavare under det långa kriget mot Ottomanska riket. När Karl avled redan samma år, stannade Ernst trots detta vid armén i många år. Åren 1604–1607 tjänstgjorde han på den kejserliga sidan i Nederländerna.
När fadern dog 1604 fick han inte ut något arv, och växlade 1610 sida för att gå i protestantisk tjänst. Om han någonsin personligen konverterade till protestantismen är inte känt.
Ernst von Mansfeld var i början av trettioåriga kriget i tjänst hos evangeliska unionen och besegrade bland andra Tilly i slaget vid Wiesloch 1622, men fick se sig besegrad av Wallenstein i slaget vid Dessau bro den 15 april 1626. Han avled, troligen i tuberkulos, i november samma år på väg till Venedig. Han begravdes i Split.